# Temnorhynchus zairensis
Temnorhynchus zairensis är en skalbaggsart som beskrevs av Frank-Thorsten Krell 1995. Temnorhynchus zairensis ingår i släktet Temnorhynchus och familjen Dynastidae. Inga underarter finns listade i Catalogue of Life.